# Tsaouni
Tsaouni (auch: Saouni) ist eine Landgemeinde im Departement Kantché in Niger.

## Geographie
Tsaouni liegt am Übergang der Großlandschaft Sudan zur Sahelzone. Die Nachbargemeinden sind Daouché im Nordwesten, Kantché im Nordosten, Matamèye im Osten, Kourni im Südosten, Dan-Barto im Südwesten und Hawandawaki im Westen. Bei den Siedlungen im Gemeindegebiet handelt es sich um 22 Dörfer, 61 Weiler und 5 Wasserstellen. Der Hauptort der Landgemeinde ist das Dorf Tsaouni.

## Geschichte
Die Landgemeinde Tsaouni ging 2002 im Zuge einer landesweiten Verwaltungsreform aus einem Teil des Kantons Kantché hervor.

## Bevölkerung
Bei der Volkszählung 2012 hatte die Landgemeinde 37.854 Einwohner, die in 5693 Haushalten lebten. Bei der Volkszählung 2001 betrug die Einwohnerzahl 21.357 in 3317 Haushalten.
Im Hauptort lebten bei der Volkszählung 2012 1334 Einwohner in 234 Haushalten, bei der Volkszählung 2001 966 in 150 Haushalten und bei der Volkszählung 1988 730 in 126 Haushalten.
In Tsaouni leben Angehörige der vor allem Agropastoralismus betreibenden Fulbe-Untergruppe Daourawa.

## Politik
Der Gemeinderat (conseil municipal) hat 13 gewählte Mitglieder. Mit den Kommunalwahlen 2020 sind die Sitze im Gemeinderat wie folgt verteilt: 8 PNDS-Tarayya, 2 RPP-Farilla, 1 CDS-Rahama, 1 CPR-Inganci und 1 RDR-Tchanji.
Jeweils ein traditioneller Ortsvorsteher (chef traditionnel) steht an der Spitze von 17 Dörfern in der Gemeinde.

## Wirtschaft und Infrastruktur
Die Gemeinde liegt in jener schmalen Zone entlang der Grenze zu Nigeria, die von Tounouga im Westen bis Malawa im Osten reicht und in der Bewässerungsfeldwirtschaft für Cash Crops betrieben wird. In der Siedlung Edaaoua ist ein Gesundheitszentrum des Typs Centre de Santé Intégré (CSI) vorhanden. Beim Centre de Formation aux Métiers de Tsaouni (CFM Tsaouni) handelt es sich um ein Berufsausbildungszentrum. Die Niederschlagsmessstation im Hauptort wurde 1981 in Betrieb genommen. Die 69,8 Kilometer lange und asphaltierte Nationalstraße 10 zwischen Takeita und der Staatsgrenze mit Nigeria verläuft durch den Hauptort.